# Midamiella
Midamiella – rodzaj chrząszczy z rodziny kózkowatych i podrodziny zgrzypikowych.

## Zasięg występowania
Przedstawiciele tego rodzaju występują w Ameryce Południowej i Środkowej od Panamy na północy po Argentynę na południu.

## Systematyka
Do Midamiella należą 2 gatunki:
- Midamiella hecabe
- Midamiella santaremensis